# Mapania vitiensis
Mapania vitiensis är en halvgräsart som först beskrevs av Hendrik Uittien, och fick sitt nu gällande namn av Tetsuo Michael Koyama. Mapania vitiensis ingår i släktet Mapania och familjen halvgräs. Inga underarter finns listade i Catalogue of Life.